# Sid Griffin
Albert Sidney Griffin, detto Sid (Louisville, 18 settembre 1955), è un cantautore, musicista e scrittore statunitense noto per essere stato tra i principali esponenti del movimento Paisley Underground, fondatore dei Coal Porters e scrittore e critico in campo musicale.

## Biografia
Dopo aver fatto parte di gruppi minori ispirate dal suono californiano degli anni sessanta ed aver ottenuto il Bachelor's degree in giornalismo nel 1977 all'Università della Carolina del Sud si trasferì a Los Angeles. Tra il 1977 e il 1978 fece parte dei Death Wish, un gruppo punk, lavorò come commesso in un negozio di dischi e, nel tempo libero, scrisse su diverse fanzine. Nel 1979 incontrò Shelley Ganz, con il quale formò gli The Unclaimed che dopo aver pubblicato un EP si sciolsero nel 1981. Alla fine dell'anno fondò i Long Ryders, alla cui genesi partecipò per un breve periodo anche Steve Wynn.
Finita l'esperienza con i Ryders fondò un nuovo gruppo, i Coal Porters, più vicino alle sonorità country rock dei Byrds, Gram Parsons e Buffalo Springfield. All'inizio degli novanta si trasferì a Londra assieme al solo Ian Thompson rifondò il gruppo con Kevin Morris, Ian Gibbons e John Bennett. La formazione subì poi molti altri cambiamenti.
Accanto all'attività con il gruppo Griffin ha pubblicato anche quattro album da solista oltre a diventare uno scrittore ed un critico musicale, con una biografia su Gram Parsons, un libro sul bluegrass e due libri su Bob Dylan e recensioni su varie riviste tra cui Mojo, Q e NME. È stato sposato con la musicista Kate St John, una dei componenti del gruppo The Dream Academy, dalla quale si è poi separato.

## Discografia

### The Unclaimed
- the Unclaimed EP (1980)[2][3]

### Coal Porters
- Rebels Without Applause (1991)
- Land of Hope and Crosby (1994)
- Los London (1995)
- EP Roulette (1998)
- Gram Parsons Tribute Concert (1999)
- Western Electric (1999)
- Chris Hillman Tribute Concert (2001)
- How Dark This Earth Will Shine (2004)
- Turn the Water On, Boy (2008)
- Durango (2010)
- Find the One (2012)

### Da solista
- Little Victories (1997)
- Sid Griffin: Worldwide Live, 1997-2002 (2002)
- As Certain as Sunrise (2005)
- The Trick Is to Breathe (2014)